# South Atlantic League
South Atlantic League (SAL) es una liga de béisbol profesional de Estados Unidos que forma parte de las Ligas Menores, categoría Clase A (Media). Cada equipo está afiliado a otro de las Grandes Ligas con el fin de fomentar el desarrollo de beisbolistas para el posterior ingreso a las mayores.
El nombre de South Atlantic League ya había sido utilizado previamente entre 1904-1917, 1919-1930, 1936-1942 y 1946-1963, la antigua SAL se fusionó con la Southern Association en 1961 y para la temporada de 1964 se decidió cambiar el nombre a Southern League.
Luego de 16 años con el nombre de South Atlantic League en desuso la Western Carolinas League decide adoptar ese nombre.
En 2007 logró reunir  3.862.077 espectadores en los estadios, con un promedio de 3000 asistentes por juego.

## Equipos actuales
| División | Equipo                    | Afiliación en MLB     | Ciudad                          | Estadio                     | Capacidad |
| -------- | ------------------------- | --------------------- | ------------------------------- | --------------------------- | --------- |
| Norte    | Delmarva Shorebirds       | Baltimore Orioles     | Salisbury, Maryland             | Arthur W. Perdue Stadium    | 5.200     |
| Norte    | Greensboro Grasshoppers   | Miami Marlins         | Greensboro, Carolina del Norte  | NewBridge Bank Park         | 7.499     |
| Norte    | Hagerstown Suns           | Washington Nationals  | Hagerstown, Maryland            | Municipal Stadium           | 4.600     |
| Norte    | Hickory Crawdads          | Texas Rangers         | Hickory, Carolina del Norte     | L. P. Frans Stadium         | 5.092     |
| Norte    | Kannapolis Cannon Ballers | Chicago White Sox     | Kannapolis, Carolina del Norte  | Atrium Health Ballpark      | 4.930     |
| Norte    | Lakewood BlueClaws        | Philadelphia Phillies | Lakewood, Nueva Jersey          | FirstEnergy Park            | 6.589     |
| Norte    | West Virginia Power       | Pittsburgh Pirates    | Charleston, Virginia Occidental | Appalachian Power Park      | 4.500     |
| Sur      | Asheville Tourists        | Colorado Rockies      | Asheville, Carolina del Norte   | McCormick Field             | 4.000     |
| Sur      | Augusta GreenJackets      | San Francisco Giants  | North Augusta, Carolina del Sur | SRP Park                    | 4.000     |
| Sur      | Charleston RiverDogs      | New York Yankees      | Charleston, Carolina del Sur    | Joseph P. Riley, Jr. Park   | 6.000     |
| Sur      | Greenville Drive          | Boston Red Sox        | Greenville, Carolina del Sur    | Fluor Field at the West End | 6.000     |
| Sur      | Lexington Legends         | Kansas City Royals    | Lexington, Kentucky             | Whitaker Bank Ballpark      | 6.994     |
| Sur      | Rome Braves               | Atlanta Braves        | Rome, Georgia                   | State Mutual Stadium        | 5.105     |
| Sur      | Savannah Sand Gnats       | New York Mets         | Savannah, Georgia               | Grayson Stadium             | 5.000     |

## Historial
| - 1980 Greensboro - 1981 Greensboro - 1982 Greensboro - 1983 Gastonia - 1984 Asheville - 1985 Florence - 1986 Columbia - 1987 Myrtle Beach - 1988 Spartanburg - 1989 Augusta |  | - 1990 Charleston - 1991 Columbia - 1992 Myrtle Beach - 1993 Savannah - 1994 Savannah - 1995 Augusta - 1996 Savannah - 1997 Delmarva - 1998 Capital City - 1999 Augusta |  | - 2000 Delmarva - 2001 Lexington - 2002 Hickory - 2003 Rome - 2004 Hickory - 2005 Kannapolis - 2006 Lakewood - 2007 Columbus - 2008 Augusta - 2009 Lakewood |  | - 2010 Lakewood - 2011 Greensboro - 2012 Asheville - 2013 Savannah - 2014 Asheville - 2015 Hickory Crawdads - 2016 Rome Braves - 2017 Greenville Drive - 2018 Asheville Tourists - 2019 Lexington Legends |